# Podsalašie
Podsalašie je přírodní památka v katastrálním území obce Horná Súča v okrese Trenčín v Trenčínském kraji na Slovensku. Území bylo vyhlášeno v roce 1997 a jeho rozloha je 14,8 hektaru. Předmětem ochrany je geologicky a geomorfologicky podmíněná mykologická lokalita.